# Vjačaslaŭ Kebič
Vjačaslaŭ Francavič Kebič (in bielorusso Вячаслаў Францавіч Кебіч?, in russo Вячеслав Францевич Кебич?, Vjačeslav Francevič Kebič; Kaniušaŭščyna, 10 giugno 1936 – Minsk, 9 dicembre 2020) è stato un politico e ingegnere sovietico, dal 1991 bielorusso.

## Biografia
Di professione ingegnere, era proveniente dalla Bielorussia e ricoprì cariche politiche sia nel periodo sovietico, come leader della Repubblica Socialista Sovietica Bielorussa, sia successivamente all'indipendenza, come primo ministro del nuovo Stato dal 1991 al 1994.
Vjačaslaŭ Kebič è morto nel dicembre del 2020, per complicazioni da COVID-19.